# Ixala
Ixala là một chi bướm đêm thuộc họ Geometridae.